# Bohumil Kužma
Bohumil Kužma (13. července 1873, Mořice – 19. srpna 1943, Luhačovice) byl český anorganický chemik, zakladatel ústavu anorganické chemie na brněnské přírodovědecké fakultě a v letech 1920–1921 její první děkan, v letech 1921–1922 rektor Masarykovy univerzity v Brně.

## Život

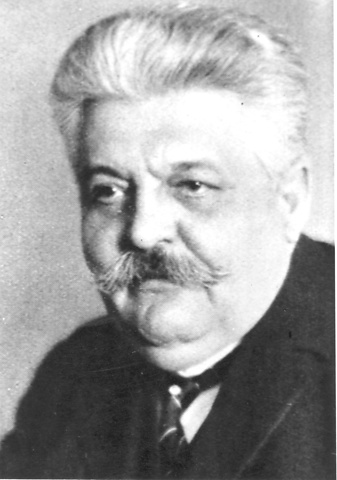
Bohumil Kužma (1922)

Kromě bohaté akademické kariéry také přispíval do Ottova slovníku naučného pod značkou B. Kužma.